# 1996年アトランタオリンピックの香港選手団
1996年アトランタオリンピックの香港選手団（1996ねんアトランタオリンピックのホンコンせんしゅだん）は、1996年7月19日から8月4日にかけてアメリカ合衆国のジョージア州アトランタで開催された1996年アトランタオリンピックの香港選手団、およびその競技結果。

## 概要
今大会は金メダル1個を獲得した。
セーリング女子ミストラル級で李麗珊が金メダルを獲得し、香港にオリンピック初めてのメダルをもたらした。

## メダル
| メダル | 選手名 | 競技       | 種目             |
| ------ | ------ | ---------- | ---------------- |
| 金     | 李麗珊 | セーリング | 女子ミストラル級 |